# Juniperus talassica
Juniperus talassica là một loài thực vật hạt trần trong họ Cupressaceae. Loài này được Lipsky mô tả khoa học đầu tiên..